# Rhaphidophora decursiva
Rhaphidophora decursiva là một loài thực vật có hoa trong họ Ráy (Araceae). Loài này được (Roxb.) Schott miêu tả khoa học đầu tiên năm 1857.

## Hình ảnh

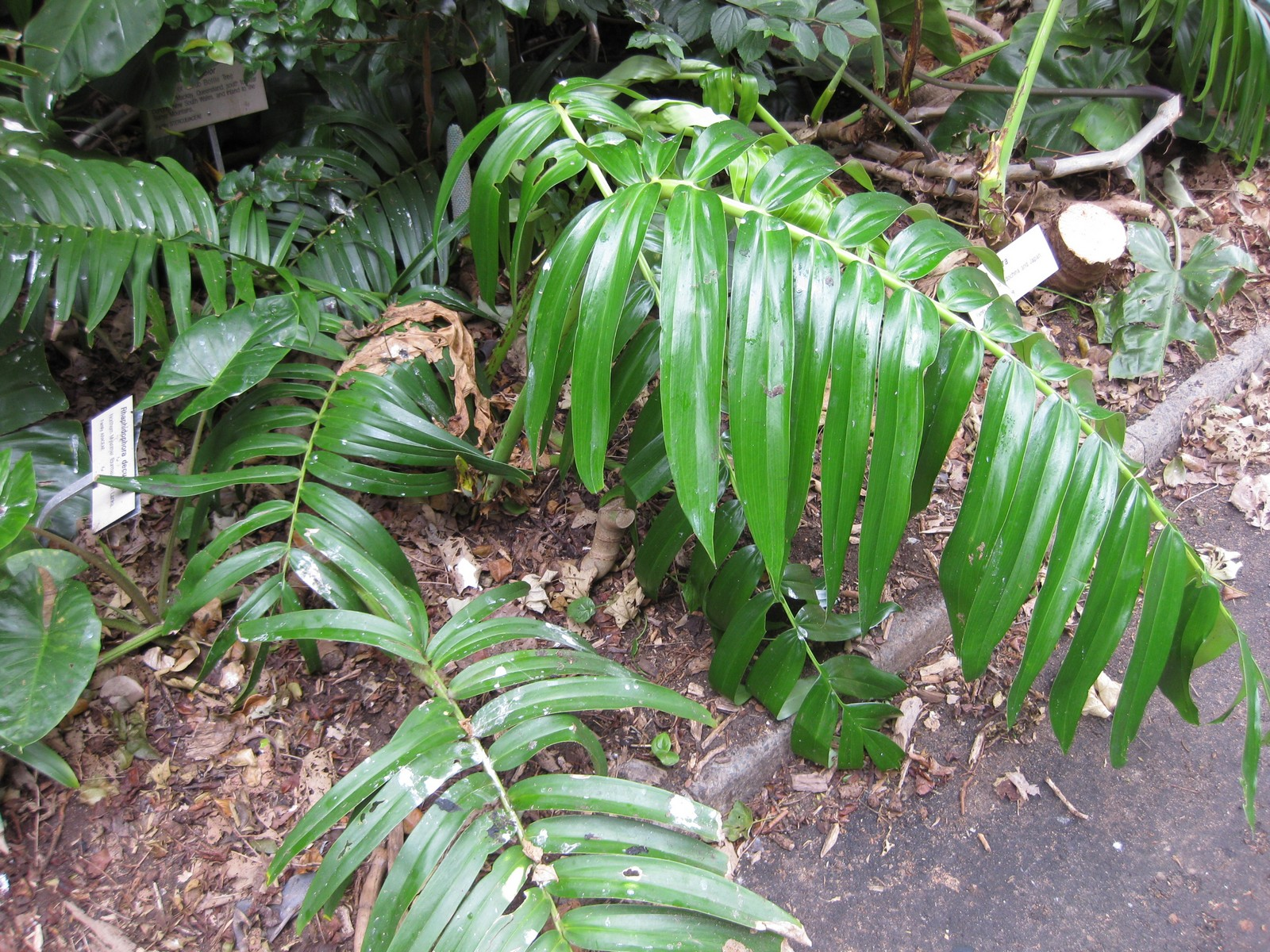
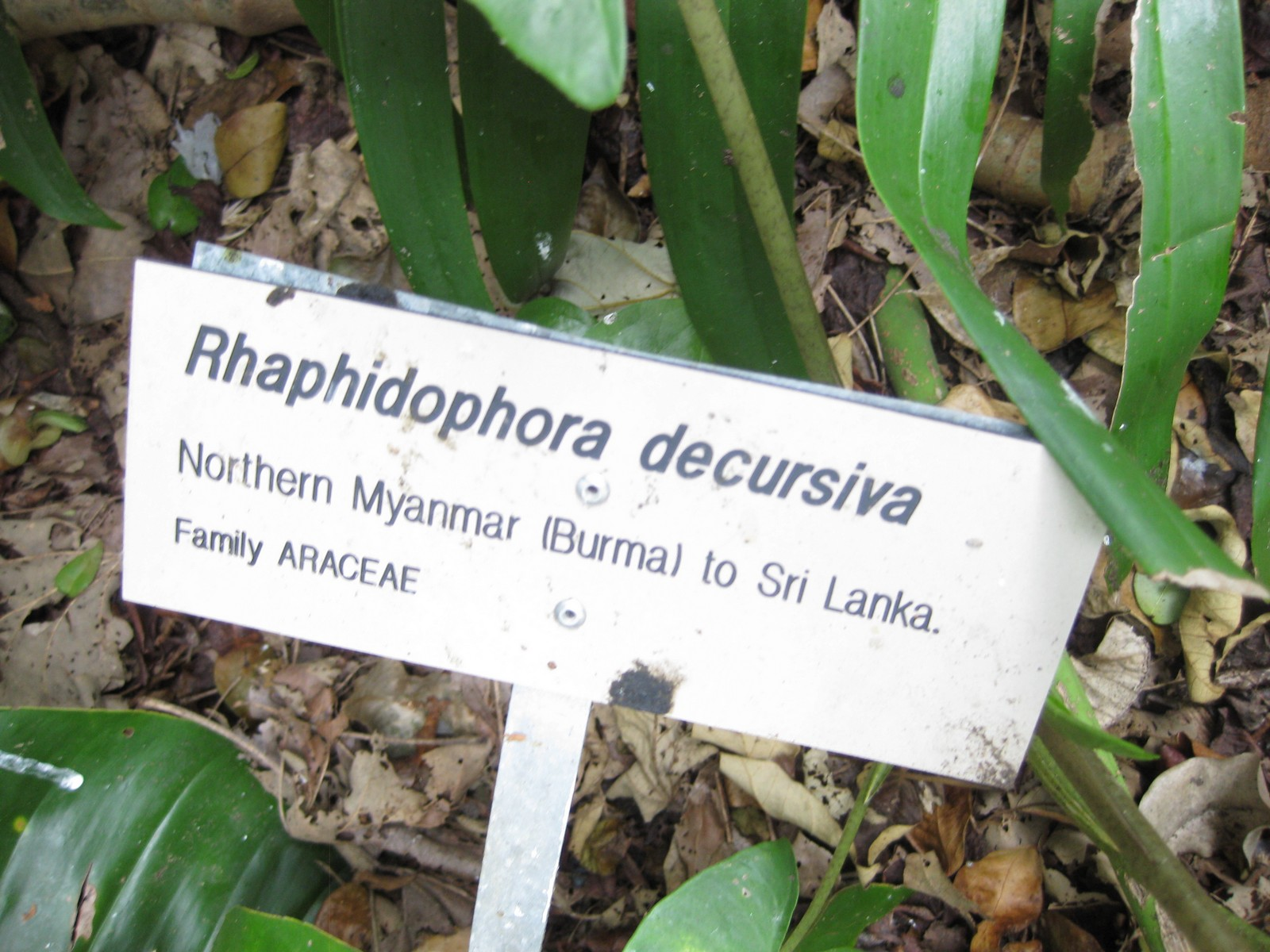
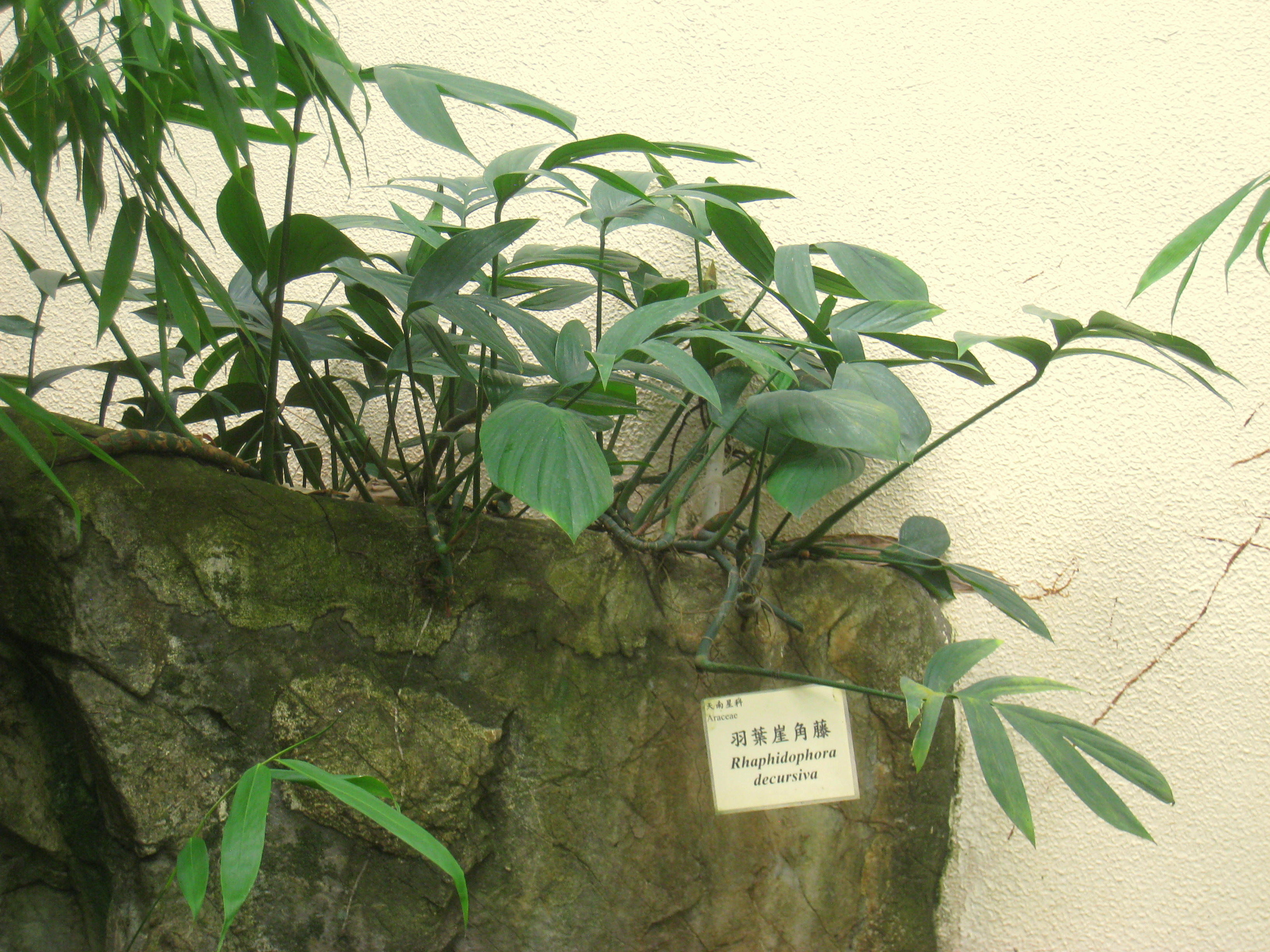